# Лупомпези (Сијена)
Лупомпези је насеље у Италији у округу Сијена, региону Тоскана.
Према процени из 2011. у насељу је живело 58 становника. Насеље се налази на надморској висини од 282 м.